# Wairimu Kiambuthi
Wairimu Kiambuthi est une universitaire et réalisatrice kenyane.

## Biographie
Wairimu Kiambuthi naît au Kenya. En 1999, elle obtient un doctorat en faculté de Teachers College de l'Université de Columbia. Sa thèse est intitulée « Augmenter la sensibilisation au genre dans le nord du Kenya grâce à un programme vidéo »,.

## Carrière
Kiambuthi était auparavant maître de conférences en arts du théâtre et en technologie cinématographique à l'Université Kenyatta au Kenya et consultant en médias à l'Université Columbia à New York.
En 2006, Kiambuthi réalise le film Africains et Afro-Américains aux États-Unis, un film documentaire. Le film vise à promouvoir cohésion entre les Africains aux États-Unis. Il est présente au Festival du film africain de New York,,.
Depuis 2016, Kiambuthi est instructeur au Bellevue College de Washington.

## Filmographie
- 2006 : Africains et Afro-Américains aux États-Unis[6]